# Taphrina acerina
Taphrina acerina  (лат.) — вид грибов рода тафрина (Taphrina) отдела аскомицеты (Ascomycota), паразит клёна (Acer). Вызывает пятнистость листьев, иногда — появление «ведьминых мётел».

## Описание
Пятна желтовато-коричневые, водянистые, выпукло-вогнутые, появляются по краям листа и между жилками, могут распространяться на весь лист. 
Мицелий однолетний, развивается под кутикулой листьев.
Сумчатый слой («гимений») имеет вид мучнистого восковидного налёта, обычно покрывает всю нижнюю сторону листа.
Аски восьмиспоровые, размерами 12—23×8—12 мкм, булавовидные или широкоцилиндрические с закруглённой верхушкой. Базальные клетки (см. в статье Тафрина) размерами 10—20×8—13 мкм, более широкие, чем аски, с закруглённым основанием.
Аскоспоры почти шаровидные, 4,5×3,5—5 мкм.

## Распространение и хозяева
Taphrina acerina поражает Клён остролистный (Acer platanoides), реже Клён полевой (Acer campestre). Распространена в Европе — на Апеннинском и Скандинавском полуостровах, в Швейцарии, Украине и Польше, на западе Европейской части России.

## Близкие виды
- Taphrina acericola поражает клён полевой, отличается по симптомам заболевания.